# Louis R. Loeffler
Louis Robert Loeffler (* 24. Februar 1897 in New York; † 22. April 1972 in Hollywood, Los Angeles) war ein US-amerikanischer Filmeditor.

## Leben
Loeffler begann 1927 seine Karriere im Bereich Filmschnitt bei der Fox Film Corporation, die 1935 mit 20th Century Pictures zur 20th Century Fox fusionierte, wo Loeffler bis in die 1950er Jahre unter Vertrag stand. Während er in den 1930er Jahren ausschließlich bei B-Filmen zum Einsatz kam, wurde er in den 1940ern zunehmend auch bei Großproduktionen eingesetzt. Dabei arbeitete er besonders häufig mit Regisseur Otto Preminger zusammen, so auch für die Filmklassiker Laura (1944), Faustrecht der Großstadt (1950), Fluß ohne Wiederkehr (1954), Carmen Jones (1954), Der Mann mit dem goldenen Arm (1955) und Exodus (1960).
Für die beiden Preminger-Filme Anatomie eines Mordes (1959) und Der Kardinal (1963) erhielt Loeffler jeweils eine Nominierung für den Oscar in der Kategorie Bester Schnitt. Er starb 1972 im Alter von 75 Jahren in Hollywood und wurde auf dem Westwood Village Memorial Park Cemetery in Los Angeles beigesetzt.

## Filmografie (Auswahl)
- 1927: Der Blitzreiter (Chain Lightning)
- 1928: In Old Arizona
- 1928: Die rote Tänzerin von Moskau (The Red Dance)
- 1933: Dr. Bull (Doctor Bull)
- 1936: Gefährliche Fracht (Human Cargo)
- 1938: Vier Mann – ein Schwur (Four Men and a Prayer)
- 1939: Die kleine Prinzessin (The Little Princess)
- 1939: Swanee River
- 1940: Charlie Chan: Mord über New York (Murder Over New York)
- 1944: Fünf Helden (The Sullivans)
- 1944: Laura
- 1947: Amber, die große Kurtisane (Forever Amber)
- 1947: Daisy Kenyon
- 1948: Ich heirate dich doch (That Wonderful Urge)
- 1949: Dancing in the Dark
- 1949: Der Schlagerkönig (Oh, You Beautiful Doll)
- 1949: Lady Windermeres Fächer (The Fan)
- 1950: Frau am Abgrund (Whirlpool)
- 1950: Faustrecht der Großstadt (Where the Sidewalk Ends)
- 1950: Vorposten in Wildwest (Two Flags West)
- 1951: Golden Girl
- 1951: The 13th Letter
- 1952: Wir sind gar nicht verheiratet (We’re Not Married!)
- 1952: Meine Cousine Rachel (My Cousin Rachel)
- 1953: Der Untergang der Titanic (Titanic)
- 1953: Wie angelt man sich einen Millionär? (How to Marry a Millionaire)
- 1954: Fluß ohne Wiederkehr (River of No Return)
- 1954: Die Welt gehört der Frau (Woman’s World)
- 1954: Carmen Jones
- 1955: Drei Rivalen (The Tall Men)
- 1955: Der Mann mit dem goldenen Arm (The Man with the Golden Arm)
- 1956: Eine Handvoll Hoffnung (Bigger Than Life)
- 1956: Poker mit vier Damen (The King and the Four Queens)
- 1957: Wo alle Straßen enden (The Wayward Bus)
- 1957: Fenster ohne Vorhang (No Down Payment)
- 1958: Der lange heiße Sommer (The Long, Hot Summer)
- 1958: Ein gewisses Lächeln (A Certain Smile)
- 1958: Keine Angst vor scharfen Sachen (Rally ’Round the Flag, Boys!)
- 1959: Anatomie eines Mordes (Anatomy of a Murder)
- 1960: Exodus
- 1961: Franz von Assisi (Francis of Assisi)
- 1961: Die Comancheros (The Comancheros)
- 1962: Sturm über Washington (Advise and Consent)
- 1963: Der Kardinal (The Cardinal)
- 1964: Der Mörder mit der Gartenschere (Shock Treatment)
- 1964: Drei Mädchen in Madrid (The Pleasure Seekers)
- 1967: Morgen ist ein neuer Tag (Hurry Sundown)

## Auszeichnungen
- 1960: Nominierung für den Oscar in der Kategorie Bester Schnitt für Anatomie eines Mordes
- 1964: Nominierung für den Oscar in der Kategorie Bester Schnitt für Der Kardinal